# 24e prix Lambda Literary

Les 24e prix Lambda Literary ont été décernés le 4 juin 2012, pour honorer les ouvrages publiés en 2011.

## Lauréats et finalistes
| Catégorie                           | Récompensé                                                                             | Nommé |
| ----------------------------------- | -------------------------------------------------------------------------------------- | --- |
| Bisexual Fiction                    | Barbara Browning, The Correspondence Artist                                            | - Ghalib Shiraz Dhalla, The Two Krishnas - J. M. Frey, Triptych - Katherine Scott Nelson, Have You Seen Me - Alex Sanchez, Boyfriends with Girlfriends |
| Bisexual Non-Fiction                | Jan Steckel, The Horizontal Poet                                                       | - Jonathan Alexander et Serena Anderlini-D'Onofrio, Bisexuality and Queer Theory: Intersections, Connections and Challenges - Susie Bright, Big Sex Little Death - Qwo-Li Driskill, Daniel Heath Justice, Deborah Miranda et Lisa Tatonetti, Sovereign Erotics: A Collection of Two-Spirit Literature - Ven Rey, Surviving Steven                          |
| Gay Debut Fiction                   | Rahul Mehta, Quarantine                                                                | - Justin Chin, 98 Wounds - Michael Graves, Dirty One - Garth Greenwell, Mitko - Katherine Scott Nelson, Have You Seen Me |
| Gay Erotica                         | Dirk Vanden, All Together                                                              | - Richard Labonté, ed., Best Gay Erotica 2012 - Richard Labonté, ed., History’s Passions: Stories of Sex Before Stonewall - Steven Haas, ed., George Platt Lynes: The Male Nudes - Natty Soltesz, Backwoods |
| Gay Fiction                         | Colm Tóibín, The Empty Family                                                          | - Chris Adrian, The Great Night - Alan Hollinghurst, The Stranger's Child - R. Zamora Linmark, Leche - Paul Russell, The Unreal Life of Sergey Nabokov |
| Gay Memoir/Biography                | Glen Retief, The Jack Bank: A Memoir of a South African Childhood                      | - William E. Jones, Halsted Plays Himself - Michael Schiavi, Celluloid Activist: The Life and Times of Vito Russo - Charles Silverstein, For the Ferryman: A Personal History - Ryan Van Meter, If You Knew Then What I Know Now |
| Gay Mystery                         | Richard Stevenson, Red White Black and Blue                                            | - Jess Faraday, The Affair of the Porcelain Dog - David Lennon, Blue’s Bayou - Garry Ryan, Malabarista - Marshall Thornton, Boystown |
| Gay Poetry                          | Tim Dlugos (David Trinidad, ed.), A Fast Life: The Collected Poems of Tim Dlugos       | - Paul Legault, The Other Poems - Thomas Meyer, Kintsugi - Carl Phillips, Double Shadow - David Trinidad, Dear Prudence: New and Selected Poems |
| Gay Romance                         | Jim Provenzano, Every Time I Think of You                                              | - Jay Bell, Something Like Summer - Mel Bossa, Split - Barry Brennessel, Tinseltown - Eden Winters, Settling the Score |
| Lesbian Debut Fiction               | Laurie Weeks, Zipper Mouth                                                             | - Sally Bellerose, The Girls Club - Lara Fergus, My Sister Chaos - Sarah Toshiko Hasu, Megume and the Trees - Christine Stark, Nickels: A Tale of Dissociation |
| Lesbian Erotica                     | Debra Hyde, Story of L                                                                 | - Lesley Gowan, The Collectors - Sacchi Green, A Ride to Remember & Other Erotic Tales - Sacchi Green, Lesbian Cops: Erotic Investigations |
| Lesbian Fiction                     | Farzana Doctor, Six Metres of Pavement                                                 | - Shannon Cain, The Necessity of Certain Behaviors - Kristyn Dunnion, The Dirt Chronicles - Hillary Jordan, When She Woke - Nina Revoyr, Wingshooters |
| Lesbian Memoir/Biography            | Jeanne Cordova, When We Were Outlaws: A Memoir of Love & Revolution                    | - Catherine Friend, Sheepish: Two Women, Fifty Sheep, and Enough Wool to Save the Planet - Karleen Pendleton Jiménez, How to Get a Girl Pregnant - Jane Rule, Taking My Life - Julie Marie Wade, Small Fires: Essays |
| Lesbian Mystery                     | Kim Baldwin et Xenia Alexiou, Dying to Live                                            | - R. E. Bradshaw, Rainey Nights - A. J. Quinn, Hostage Moon - Val McDermid, Trick of the Dark - Martha Miller, Retirement Plan |
| Lesbian Poetry                      | Leah Lakshmi Piepzna-Samarasinha, Love Cake                                            | - Julie R. Enszer, ed., Milk and Honey: A Celebration of Jewish Lesbian Poetry - Daphne Gottlieb, 15 Ways to Stay Alive - Christina Hutchins, The Stranger Dissolves - Dawn Lundy Martin, Discipline |
| Lesbian Romance                     | Kenna White, Taken by Surprise                                                         | - Rebecca S. Buck, Ghosts of Winter - Julie Cannon, Rescue Me - Gerri Hill, Storms - Robbi McCoy, For Me and My Gal |
| LGBT Anthology                      | Michael Hames-García et Ernesto Javier Martínez, Gay Latino Studies: A Critical Reader | - Ivan Coyote et Zena Sharman, Persistence: All Ways Butch and Femme - Qwo-Li Driskill, Daniel Heath Justice, Deborah Miranda et Lisa Tatonetti, Sovereign Erotics: A Collection of Two-Spirit Literature - Lazaro Lima et Felice Picano, Ambientes: New Queer Latino Writing - Mark Thompson, The Fire in Moonlight: Stories from the Radical Faeries     |
| LGBT Children's/Young Adult         | Bil Wright, Putting Makeup on the Fat Boy                                              | - Cris Beam, I Am J - Malinda Lo, Huntress - Patrick Ryan, Gemini Bites - Lili Wilkinson, PINK |
| LGBT Drama                          | Peggy Shaw, A Menopausal Gentleman: The Solo Performances of Peggy Shaw                | - Anton Dudley, Letters to the End of the World - Madeleine George, The Zero Hour - Jon Marans, The Temperamentals - Jonathan Tolins, Secrets of the Trade |
| LGBT Non-Fiction                    | Michael Bronski, A Queer History of the United States                                  | - Wanda M. Corn et Tirza True Latimer, Seeing Gertrude Stein: Five Stories - Robert Duncan, The H.D. Book - Jay Michaelson, God vs. Gay?: The Religious Case for Equality - Scott Pasfield, Gay in America: Portraits by Scott Pasfield |
| LGBT Science Fiction/Fantasy/Horror | Lee Thomas, The German                                                                 | - J. M. Frey, Triptych - Geoff Ryman, Paradise Tales: and Other Stories - JoSelle Vanderhooft, Steam-powered: Lesbian Steampunk Stories - L. A. Witt, Static |
| LGBT Studies                        | Lisa L. Moore, Sister Arts: The Erotics of Lesbian Landscapes                          | - Jafari S. Allen, ¡Venceremos?: The Erotics of Black Self-making in Cuba - Chandan Reddy, Freedom with Violence: Race, Sexuality, and the US State - Eric A. Stanley et Nat Smith, Captive Genders: Trans Embodiment and the Prison Industrial Complex - Margot Weiss, Techniques of Pleasure: BDSM and the Circuits of Sexuality                         |
| Transgender Fiction                 | Tristan Taormino, ed., Take Me There: Trans and Genderqueer Erotica                    | - Cris Beam, I Am J - Dana De Young, The Butterfly and the Flame - Rafe Posey, The Book of Broken Hymns - L. A. Witt, Static |
| Transgender Non-Fiction             | Justin Vivian Bond, Tango: My Childhood Backwards and in High Heels                    | - Peter Boag, Re-Dressing America’s Frontier Past - Megan M. Rohrer et Zander Keig, eds., Letters For My Brothers: Transitional Wisdom in Retrospect - Dean Spade, Normal Life: Administrative Violence, Critical Trans Politics and the Limits of Law - Eric A. Stanley et Nat Smith, Captive Genders: Trans Embodiment and the Prison Industrial Complex |

## Prix spéciaux
| Catégorie                                           | Récompensé                     |
| --------------------------------------------------- | ------------------------------ |
| Pioneer Award                                       | Armistead Maupin, Kate Millett |
| Jim Duggins Outstanding Mid-Career Novelists' Prize | Brian Leung, Stacey D'Erasmo   |